# Charles Gates Dawes
Charles Gates Dawes (n. 27 august 1865 — d. 23 aprilie 1951) a fost un bancher și politician american. A fost cel de al treizeci-lea Vicepreședinte al Statelor Unite. Pentru activitatea sa referitoare la planul de reparații după primul război mondial a primit premiul Nobel pentru Pace. A luptat în primul război mondial, a fost primul director al Biroului de Buget american și, în ultima parte a vieții, ambasador al SUA în Regatul Unit.